# Psalmopoeus satanas
Espèce
Psalmopoeus satanas est une espèce d'araignées mygalomorphes de la famille des Theraphosidae.

## Distribution
Cette espèce est endémique d'Équateur. Elle se rencontre dans les provinces de Santo Domingo de los Tsáchilas et de Pichincha.

## Description
Le mâle holotype mesure 29,10 mm et la femelle paratype 46,26 mm.

## Systématique et taxinomie
Cette espèce a été décrite par Peñaherrera-R. et León-E. en 2023.

## Publication originale
- Peñaherrera-R. & León-E., 2023 : « On Psalmopoeus Pocock, 1895 (Araneae, Theraphosidae) species and tarantula conservation in Ecuador. » ZooKeys, no 1186, p. 185-205 (texte intégral).